# Stockholm Open 2006
Lo Stockholm Open 2006 è stato un torneo di tennis giocato sul cemento indoor. 
È stata la 38ª edizione dello Stockholm Open, che fa parte della categoria International Series nell'ambito dell'ATP Tour 2006.
Il torneo si è giocato al Kungliga tennishallen di Stoccolma in Svezia, dal 9 al 15 ottobre 2006.

## Campioni

### Singolare
James Blake ha battuto in finale  Jarkko Nieminen con il punteggio di 6–4, 6–2

### Doppio
Paul Hanley /  Kevin Ullyett hanno battuto in finale  Olivier Rochus /  Kristof Vliegen con il punteggio di 7–6(2), 6–4